# Niko Lester
Niko LeVahn Lester (Kaiserslautern, 31 ottobre 1991) è un giocatore di football americano e allenatore di football americano tedesco con cittadinanza statunitense che gioca nel ruolo di cornerback per i Frankfurt Galaxy.